# Піка

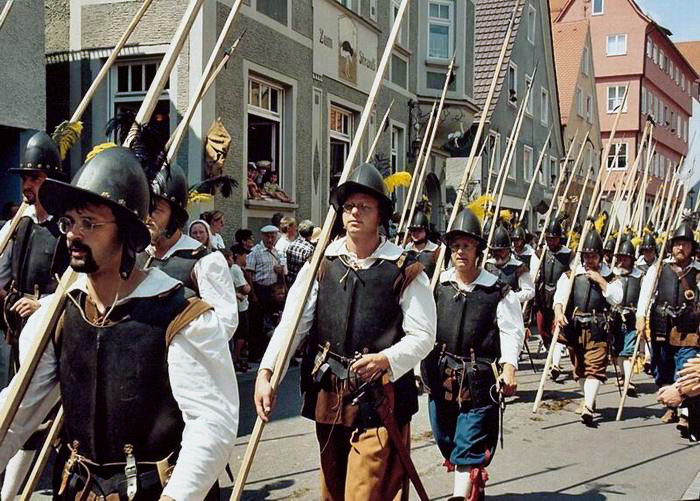
Солдати XVII-го сторіччя, озброєні піками (фестиваль Валленштайна 2004)

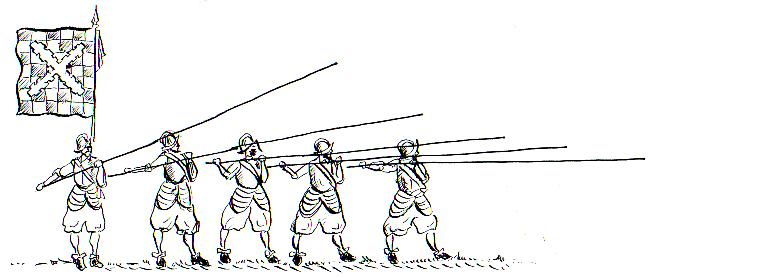
Використовування пікінерів у терції

Пі́ка (фр. pique від piquer — «колоти») — різновид списа (вид колючо-держакової зброї), що перебував на озброєнні у піхотних та інших підрозділів цілого ряду країн.

## Загальний опис
Піка являє собою 3- або 4-гранний наконечник, надітий на древко за допомогою трубки. Для захисту древка від перерубання у верхній частині піка могла зміцнюватися поздовжніми штабами-«лангетами» (фр. languette — «язичок»), накладеними на древко біля наконечника. Довжина древка могла доходити до 3-5 м, наконечника — до 12 см, вага піки становила 3-4 кг. Наконечник гранованої форми, споряджений долами, уможливлював пробиття дуже міцних обладунків.

## Піхотна піка
Довгі піхотні списи використовувалися ще в арміях Стародавнього світу (наприклад, македонська сариса).
Піхотинці з довгими списами (пікінери) стали застосовуватися з XIV століття: для протидії важкій лицарській кавалерії. З розвитком вогневого бою необхідність мати пікінерів у бойових порядках викликалася вразливістю стрільців (аркебузирів, надалі мушкетерів) до кавалерійської холодної зброї, їхньою малою придатністю для рукопашного бою (з холодної зброї вони мали тільки шпаги й кинджали). Велика вага ранньої аркебузи й мушкета утрудняла створення на їх основі комбінованої зброї, тому доводилося залучати для захисту стрільців окремих солдатів з держаковою зброєю.
Число пікінерів у бойових шикуваннях постійно зменшувалося на користь мушкетерів. У XVII ст. з появою багнета піші стрільці (мушкетери, фузилери, гренадери) стали виконувати водначас функції списників, тому бойові порядки мали менше потреби в пікінерах; нарешті на початку XVIII ст. піші пікінери зникли. Поряд з піками, у XVII—XVIII ст. використовувалися так звані «рогаткові» списи, що мали меншу довжину і застосовувалися для спорудження протикіннотних рогаток.

## Кавалерійська піка

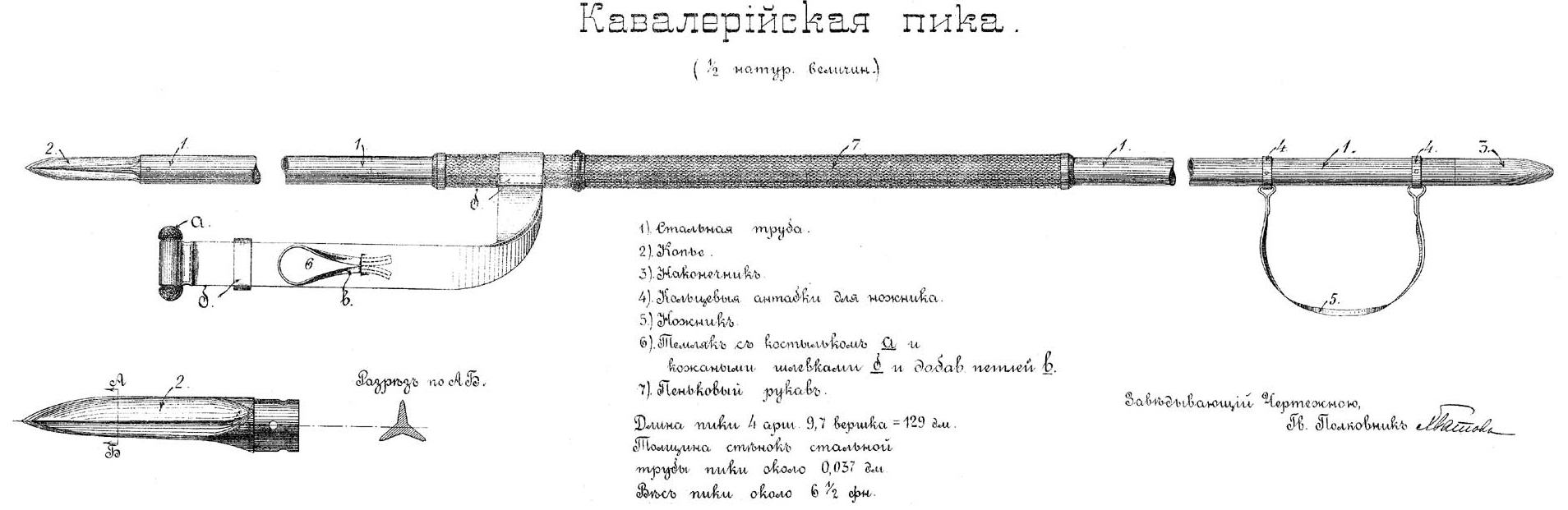
Російська кавалерійська піка зразка 1910 року.

У кінноті піка зберігалася тривалий час після виходу її з ужитку в піхоті. Піками озброювалися як легкі (улани, гусари, кінні пікінери, козаки), так і важкі (кірасири) кавалеристи. На марші держак піки утримувався черезплічним темляком (або чіплявся до гака панталера), а його нижній кінець вставлявся в шкіряний стаканчик-бушмат, прикріплений до стремена. У регулярній кінноті армії Російської імперії XIX ст. спочатку використовувалися два варіанти пік: для важкої і легкої кавалерії, при цьому піка важкої кавалерії (кірасирська) була важчою і довшою. У 1862 р. прийнято єдину піку 2,7 м завдовжки.
Піка виходить з ужитку в кавалерії в першій половині XX ст. (у радянській кавалерії скасована 1931 року).

### Козацька піка
Піка (копия́) найвідоміша в козацькому середовищі як зброя кінних частин, хоча була відомою й у піхотних підрозділів. Використовувалась під час бою як зброя першого порядку (пробивний характер піки давав можливість атакувати противника на більшій відстані ніж за допомогою шаблі). Саме тому піку використовували в козацьких кінних частинах і на початку ХХ ст.
В основі техніки бою з піками лежить та ж система бойових рухів, що і зі списом: різноманітні колючо-пробивні удари, поєднані з відбивно-відвідними рухами держаком.
В козацькій кінноті пікою діяли за допомогою переважно однієї руки, але в разі потреби і можливості (якщо володів засобами керування конем без участі рук) билися пікою і 2 руками. В кінному бою головну увагу приділяли швидким відвідним рухам держаком (проти піки ворога) та різким колючим пробивам вістрям. Для здійснення відбивів — відводів при дії однією рукою додатково окрім кисті підключали однойменну пахву, в котрій утримували зворотний кінець держака. Ударні рухи піки здійснювали головним чином вістрям, але вмілий боєць вправно діяв і зворотним кінцем держака, на котрий могло також надягатись вістря (вток). Удари виконували як двома, так і однією рукою з використанням потужної роботи корпусом та ногами (нахили, прокрути, відходи — обходи).
В армії Російської імперії козацькі піки відрізнялися від пік інших родів кавалерії більшою довжиною (бл. 3 м) і меншою вагою залізних частин. Щодо наконечників піки, то вони мали різноманітну форму, котра змінювалась відповідно до завдань (пробивати захисні обладунки легше було 4-гранним вістрям, а з відмовою від такого обладунку — 2-гранним).
На протилежному наконечнику кінці держака кріпилась петелька («ножник») для надягання на стопу ноги під час їзди верхи, що полегшувало її утримання у похідному марші. Під наконечником, як правило, прикріплявся значок із тканини у формі трикутника, що кольоровою гамою відповідав військовому, або державному прапору. На початок XX ст. піками були озброєні тільки вершники 1-ї шереги козачих полків, решта мала на озброєнні тільки шашки, кинджали і гвинтівки.